# 1703 az irodalomban

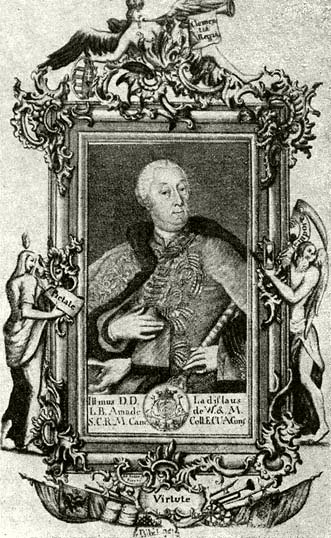
Amade László

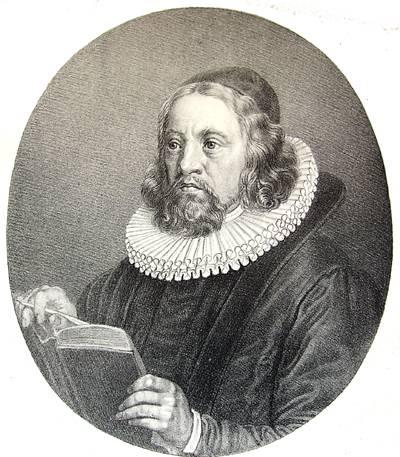
Thomas Kingo

Az 1703. év az irodalomban.

## Születések
- március 12. – Amade László magyar költő († 1764)
- 1703 – Lázár János barokk kori magyar író, fordító († 1772)

## Halálozások
- május 26. – Samuel Pepys angol politikus, parlamenti képviselő; az irodalomban naplója nevezetes (* 1633)
- május 16. – Charles Perrault francia író (* 1628)
- október 14. – Thomas Kingo dán püspök, költő és himnuszíró; munkássága a dán barokk költészet csúcspontja (* 1634)